# イングリッド・アンドレス
イングリッド・アンドレス (Ingrid Andress、1991年9月21日 - ) は、アメリカ合衆国のカントリー歌手、シンガーソングライター。
2019年にシングル「More Hearts Than Mine」でデビュー。2020年にはファースト・アルバム『Lady Like』をリリースし、第63回グラミー賞で最優秀新人賞など3部門にノミネートされた。

## 来歴
1991年9月21日、イングリッド・アンドレスはミシガン州サウスフィールドで生まれ、コロラド州ハイランズランチで育つ。幼少期はピアノとドラムを習いながら、ロック・キャニオン高校の合唱コンクールにも参加した。その後、バークリー音楽大学に通い、作詞作曲と演奏を専攻する。
イングリッド・アンドレスはアカペラ・グループ「Pitch Slapped」を結成し、NBCの歌唱コンテスト『The Sing-Off』に出演する。彼女のもう一つのグループ「Delilah」も番組に出演し6位に入賞した。彼女はポップソングライターのKara DioGuardiの指導を受けた後、テネシー州ナッシュビルに移り住み、サム・ハント、アリシア・キーズ、チャーリーXCXなどのアーティストに曲を書き始めた。
2018年半ばにワーナー・ナッシュビルと契約し、2019年7月8日にシングル「More Hearts Than Mine」でデビューする。この曲は米Billboard Hot 100で30位を記録した。
2020年3月27日、デビュー・スタジオ・アルバム『Lady Like』をリリースする。第63回グラミー賞では最優秀新人賞、最優秀カントリー・アルバム賞、「More Hearts Than Mine」が最優秀カントリー楽曲賞など計3部門にノミネートされた。
2024年7月に開催されたMLBのホームランダービーにて、アンドレアスはアメリカ合衆国の国歌を独唱したが、精彩を欠いたそのパフォーマンスは一般大衆ならびに複数のメディアから酷評された。16日、SNS上でこれについて「当日は泥酔していた」と釈明。今後、アルコール依存症の治療を施設で受ける意向を示した。

## 音楽性

### 影響を受けたアーティスト
イングリッド・アンドレスは音楽的インスピレーションとしてフェイス・ヒルとディクシー・チックスを挙げている。

## ディスコグラフィ

### スタジオ・アルバム
- Lady Like (2020年、Warner Music Nashville)
- Good Person (2022年、Warner Music Nashville)

### EP
- The Rosebank Acoustic Sessions (2019年、Warner Music Nashville)
- Spotify Singles (2020年、Warner Music Nashville)
- The Last Day They Were on the Same Page Was in a Yearbook (2023年、Warner Music Nashville)

### シングル
- "More Hearts Than Mine" (2019年)
- "The Stranger" (2020年)
- "Lady Like" (2020年)
- "Wishful Drinking" (2021年) ※with サム・ハント
- "Seeing Someone Else" (2022年)
- "Feel Like This" (2023年)